# Perconia
Perconia is een geslacht van vlinders van de familie spanners (Geometridae), uit de onderfamilie Ennominae.

## Soorten
- P. baeticaria (Staudinger, 1871)
- P. boeticaria Staudinger, 1901
- P. strigillaria

Gestreepte bremspanner (Hübner, 1787)